# David Winter (Schauspieler)
David Winter (* 23. Februar 1979 in Mons, Belgien) ist ein deutscher Schauspieler, Künstler, Autor und Musiker.

## Leben
David Winter wurde durch seine Rollen in Seventeen – Mädchen sind die besseren Jungs und 18 – Allein unter Mädchen bekannt.
Winter spielte bis 2001 gemeinsam mit Robert Stadlober in der Band Gary. 2003 gründete er gemeinsam mit seinem Freund Petja Bartels die Band Bintan Spring. Im Jahr 2010 gründete er mit seinen Brüdern Winterpropaganda und begann mit der Produktion und Regie von Musikvideos, u. a. für Gary.
Winter hat zwei Brüder: einen jüngeren namens Damian und einen älteren namens Daniel 'Danny'.

## Filmografie
- 1998: David im Wunderland
- 1998: Aus heiterem Himmel
- 1998: Blutjunge Liebe – und keiner darf es wissen
- 2000: Der Sommer mit Boiler
- 2000: Samt und Seide
- 2000: Zärtliche Sterne
- 2000: Für die Liebe ist es nie zu spät
- 2001: Mordsfreunde
- 2001: Engel & Joe
- 2001: Die Tochter des Kommissars
- 2002: Große Mädchen weinen nicht
- 2003: Seventeen – Mädchen sind die besseren Jungs
- 2003: Beach Boys – Rette sich wer kann
- 2003: Aibling: Eine Stadt in Angst
- 2003: Mutter kommt in Fahrt
- 2004: Der Elefant – Mord verjährt nie
- 2004: 18 – Allein unter Mädchen
- 2004: Für immer und jetzt
- 2005: Sex Up – Ich könnt’ schon wieder
- 2005: Crazy Partners
- 2005: The Bang
- 2005: D-I-M
- 2005: Um Himmels Willen (Staffel 4, Alte Wunden)
- 2006: Leoni
- 2006: Randfiguren
- 2006: Fragz
- 2006: La Freccia nera
- 2006: Columbia a Dream
- 2008: Um Himmels Willen – Weihnachten in Kaltenthal
- 2009: Der Dicke – Unter falscher Flagge
- 2010: Die Alpenklinik – Liebe heilt Wunden
- 2011: Adams Ende
- 2016: Heldt – Jagd auf roter Pullover